# Yann Samuell
 (avril 2017).
Si vous disposez d'ouvrages ou d'articles de référence ou si vous connaissez des sites web de qualité traitant du thème abordé ici, merci de compléter l'article en donnant les références utiles à sa vérifiabilité et en les liant à la section « Notes et références ».
 (octobre 2024).
Yann Samuell, de son vrai nom Yann Lebeaut né le 7 juin 1965, est un réalisateur et scénariste français.

## Biographie
Issu d’une famille de comédiens, Yann Samuell grandit entre les coulisses des théâtres et les plateaux de cinéma. Très jeune, il se décide à devenir réalisateur et pour ce faire prend des cours d'art dramatique afin de comprendre de l'intérieur le travail de direction d'acteurs.

### Illustrateur
Doué pour l'illustration, dès l'adolescence, il met à profit son talent pour les arts graphiques afin de financer ses études de cinéma dans lesquelles il se lance immédiatement après son bac. Trop jeune pour tenter la Fémis, il étudie le cinéma au Conservatoire Libre du Cinéma Français, tout en confirmant son goût pour les lettres par des études en littérature et philosophie. Durant cette période, il réalise de nombreuses illustrations, couvertures de livres, posters et logos pour divers éditeurs (Hachette, Denoël, Excelsior publications, etc.). Il sera l'un des rares illustrateurs autorisé à représenter l'univers de Tolkien en illustrant le roman "Bilbo, le Hobbit"... Quelques expositions de peintures comptent également à son actif et il signera de nombreux storyboards de films et de dessins animés. Au cours de ces années consacrées aux arts graphiques, Walt Disney Pictures lui propose un poste à Burbank, Californie. Malgré son goût pour l'univers du dessin animé, Yann Samuell décline cette proposition pour se lancer dans l'écriture de son premier long-métrage.

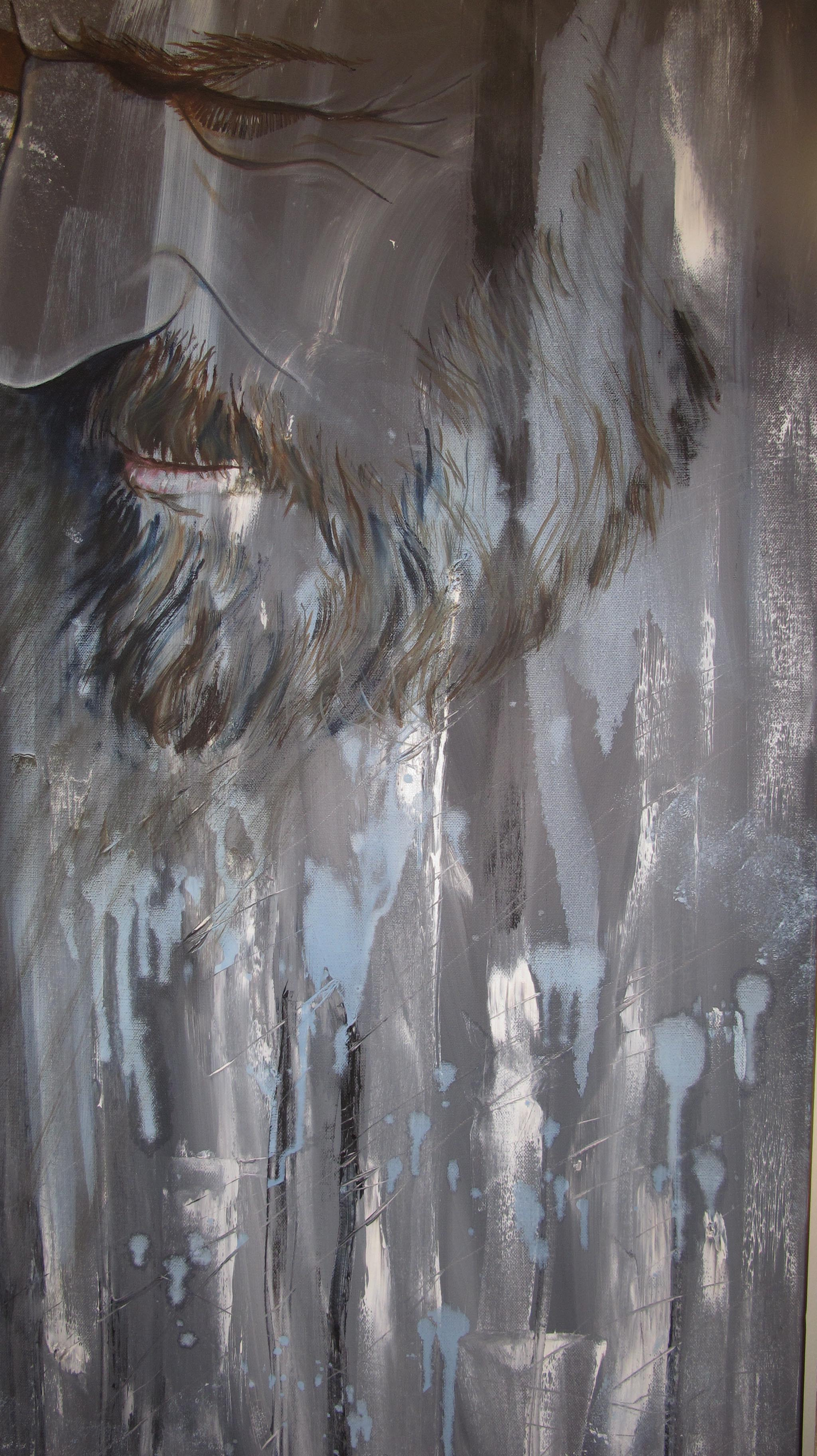
Autoportrait de Yann Samuell, huile sur toile

### Courts métrages
Il ne s'éloigne pas de sa passion pour le cinéma et réalise de nombreux courts métrages, parmi lesquels "A propos de la crise" en 1993, "Mano-a-Mano" en 1994, "1587" en 1996, "Cata-clysm" en 1998 ou "Teddy" en 1998— qui seront présentés dans divers festivals et souvent diffusés sur des chaînes françaises et étrangères —, ainsi qu'une série documentaire "Les jardins de traverse" pour Stellaire Production et des clips: '"Comme un boomerang", "La vie en rose" pour Zazie ou "Electro boogie" pour Passi. Son travail sera remarqué au Japon où il réalisera "Pop-Up", l'un des premiers courts-métrages test pour le cinéma numérique en 2001.
En 2024, il est annoncé parrain du jury Pass culture du Festival Films courts de Dinan, du 20 au 24 novembre.

### Théâtre
Yann Samuell signera également une mise en scène au théâtre: "Le legs" de Marivaux avec la compagnie 7 sur l'échelle de Richter, ainsi qu'une création "Le Château de cartes" dont il est également l'auteur.

### Longs métrages
Après sa fructueuse rencontre avec le producteur Christophe Rossignon, il scénarise et réalise en 2003 son premier long métrage, Jeux d'enfants , une comédie romantique douce-amère qui réunit Guillaume Canet et Marion Cotillard, ainsi que Gilles Lellouche. Le film rencontre un vif succès en salle et compte parmi les films français les plus exportés à l’international. Ce premier long-métrage remporte de nombreux prix prestigieux dans des festivals internationaux (Toronto, Telluride, Miami, San Francisco, Gijon, Pekin, Yokohama, etc.) et atteindra les sommets du box-office dans certains pays. Racheté et diffusé sur le territoire américain par Paramount Classics, les droits de remake du film sont vendus dans divers régions du monde tel les États-Unis, La Corée du Sud ou l'Inde. Le film fera même l'objet dans certains pays, comme le Japon, d'un merchandising de gadgets et produits de consommation à l'effigie du film, ainsi que d'une novelisation.
À moitié anglo-américain du côté de sa mère et fort du succès américain de son premier film, il engage une carrière outre-Manche et outre-Atlantique. Il sera l’auteur d’autres films dans des genres aussi différents que la comédie romantique, le drame politique inspiré de faits réels, l’univers fantastique ou le film d’enfants : My Sassy Girl  (Co-scénariste et réalisation, USA, avec Elisha Cuthbert, Jesse Bradford et Chris Sarandon), L'Âge de raison (Scénario et réalisation, France, avec Sophie Marceau, Michel Duchaussoy, Jonathan Zaccaï et Marton Csokas), « The Great Ghost Rescue » (Adaptation et réalisation, GB/USA, avec Kevin McKidd, Emma Fielding, Steven Mackintosh, Georgia Groome et Jason Isaacs) et La Guerre des boutons (Adaptation et réalisation, France, avec Éric Elmosnino, Alain Chabat, Mathilde Seigner et Fred Testot). Tous ces films ont été diffusés dans des festivals internationaux et souvent récompensés. Son travail de scénariste lui vaut également d'être mandaté à Hollywood avec, par exemple, l'adaptation cinématographique du best-seller The Sky Is Everywhere pour Selena Gomez.
De 2017 à 2019 il s'essaie avec succès au film unitaire pour la télévision avec Ma mère, le crabe et moi adapté du roman d'Anne Percin avec Émilie Dequenne et Jamais sans toi, Louna avec Rod Paradot, Chloé Jouannet et Alice Taglioni.

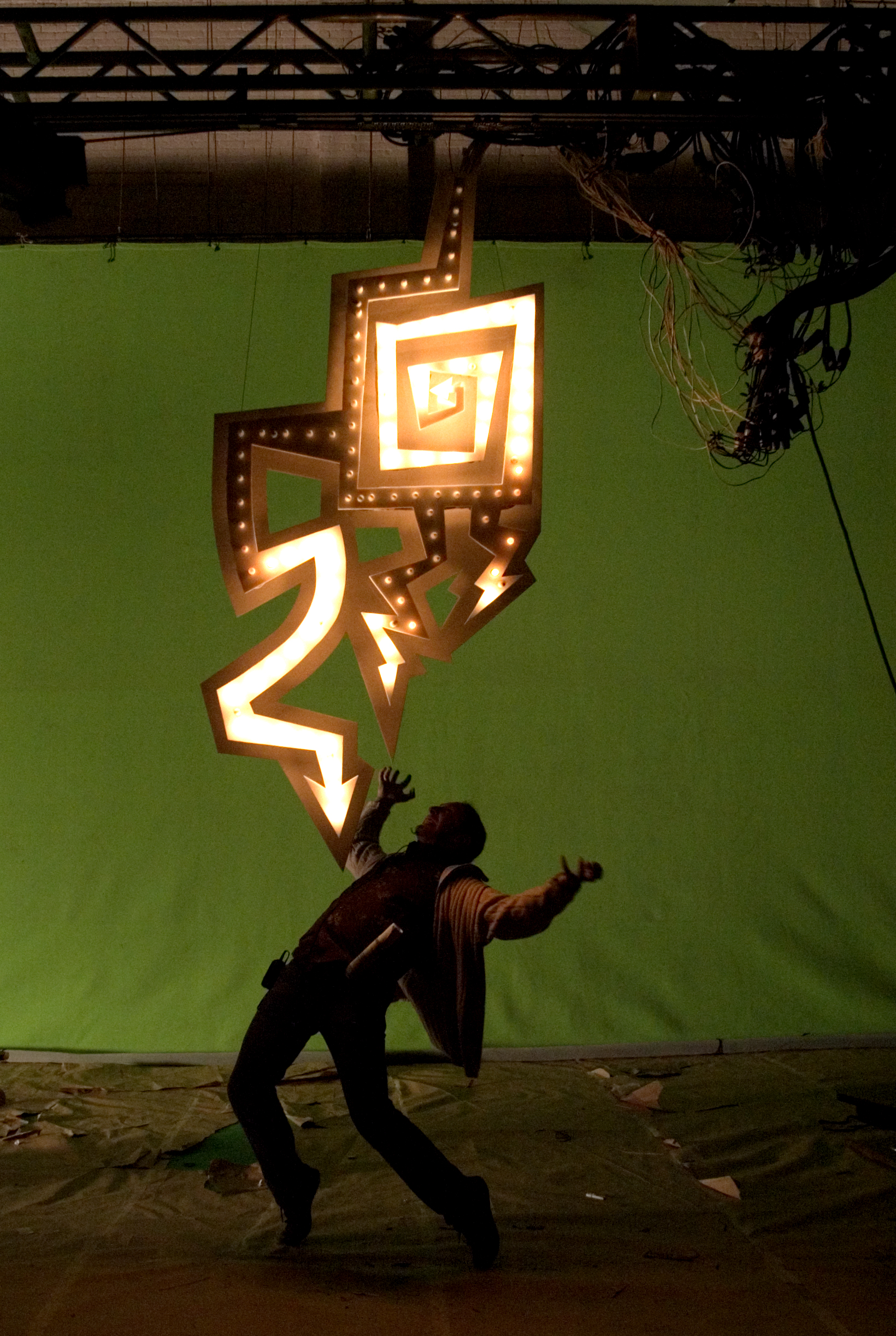
Yann Samuell sur le plateau de My Sassy Girl, frappé par la foudre

Yann Samuell conserve un goût prononcé pour l'univers visuel et les mondes imaginaires et illustre chacune des scènes principales de ses films durant la phase de préparation. Toutefois, sa véritable passion est la construction des personnages et le travail de dialoguiste.
Yann Samuell est souvent sollicité en tant que membre du jury ou président du Jury lors de festivals de cinéma en France comme à l'étranger. La revue américaine Fade In Magazine le sollicite occasionnellement en tant que rédacteur. Enfin, il consacre beaucoup de son temps à la transmission de sa passion auprès d'étudiants, lycéens et collégiens en intervenant dans des programmes d'enseignement du cinéma.

### Vie privée
Yann Samuell est marié avec la comédienne Emmanuelle Grönvold, ensemble ils ont cinq enfants.
En dehors de ses activités professionnelles, il pratique le chant Gospel.
Fortement et activement engagé dans des causes humanitaires et écologiques, il n’hésite pas à faire primer ses engagements moraux et éthiques sur ses choix professionnels.

## Filmographie
- 2003 : Jeux d'enfants (scénario et réalisation)
- 2007 : My Sassy Girl (coscénariste - non crédité - et réalisation)
- 2010 : L'Âge de raison (scénario et réalisation)
- 2011 : La Guerre des boutons (scénario et réalisation)
- 2011 : Fantômes et Cie (scénario et réalisation)
- 2016 : Le Fantôme de Canterville
- 2018 : Ma mère, le crabe et moi, téléfilm
- 2019 : Jamais sans toi, Louna (Scénario et réalisation), téléfilm
- 2020 : Grand Hôtel, mini-série
- 2021 : Sauver Lisa, mini-série
- 2022 : La Guerre des Lulus (scénario et réalisation)